# راچستر (نیویورک)
راچستر (به انگلیسی: Rochester) از شهرهای بزرگ ایالت نیویورک آمریکا است.

## دانشگاه‌ها
- دانشگاه روچستر
- مؤسسه فناوری روچستر
- موزه جرج ایستمن

## تیمهای ورزشی
- وسترن نیویورک فلش